# Eugenio Sotillos
Eugenio Sotillos   (Catalunya, 12 d'agost de 1919 - Barcelona, 20 d'abril de 2005) va ser un guionista de còmic i novel·lista català. Entre les obres de còmic més conegudes hi ha, Johnny Comando y Goril·la, Hazañas Belicas i Tenax. Una bona part de la seva carrera va estar vinculat a la barcelonina editorial Toray, on va fer de guionista, adaptador de contes, redactor i posteriorment redactor en cap de l'editorial.

## Biografia
A l'editorial Toray va fer guions per quasi totes les col·leccions de còmics, algunes de les més populars, les sèries, Hazañas Bélicas, Hazañas del Oeste i Johnny Comando i Goril·la, aquesta a la segona etapa de la Sèrie Extra, va passar després a anomenar-se Gorila i només hi havia com a principal protagonista el militar que donava el nom a la sèrie.
També va fer adaptacions de contes clàssics, al format de conte il·lustrat, en col·laboració amb dibuixants de la casa com Antonio Ayné o Maria Pascual. Amb el dibuixant Jordi Nabau varen crear la sèrie d'espionatge Húron i la sèrie d'humor El Capitan Trinquete, la qual en una posterior etapa editada per Editorial Bruguera, va passar a anomenar-se El Capitan Barbaloca.
A mitjan dècada dels vuitanta i per l'Editorial Vilmar, va fer guions per les publicacions Escorpión i Panico. A l'editorial Tiempo va publicar guions de Gènere Fantàstic i d'espasa i bruixeria. Un guió de Ciència-ficció, el va escriure per l'àlbum, Planetas en Guerra, dibuixat per J. Nebot per l'editorial Vergui. Per un públic femení va crear Los trotamundos, amb dibuixos de Jose Ortiz Tafalla.

## Pseudònims
A la seva carrera com a guionista ha signat amb diferents noms; Eugenio Sotillos, E.S. Torrent, E.Sotillos i Donald Meyer. Als anys vuitanta va escriure per l'editorial Bruguera amb el pseudònim de Larry Hutton, pulps de terror i de l'oest per l'Editorial Astri.